# Tvillingarna (film)
För andra betydelser, se Tvillingarna.
Tvillingarna (engelska: Two-Faced Woman) är en amerikansk romantisk komedifilm från 1941, i regi av George Cukor. I huvudrollerna ses Greta Garbo, Melvyn Douglas, Constance Bennett och Roland Young.

## Handling
Larry Blake möter skidläraren Karin Borg och bestämmer sig för att börja ta privatlektioner. Inom kort är hon fru Blake. När han berättar att han måste åka tillbaka till New York och sitt arbete, så vägrar hon följa med. Senare åker hon ändå, under täckmantel, och förvecklingarna kan börja.

## Rollista i urval
- Greta Garbo – Karin Borg Blake / Katherine Borg
- Melvyn Douglas – Lawrence 'Larry' Blake
- Constance Bennett – Griselda Vaughn
- Roland Young – O. O. Miller
- Robert Sterling – Dick 'Dickie' Williams
- Ruth Gordon – Miss Ruth Ellis, Larrys sekreterare
- Frances Carson – Miss Dunbar

## Mottagande
Detta var Greta Garbos absolut sista film. Filmen hade klippts om före premiären, vilket fick hennes rollfigur att framstå som på en gång lättfotad, dum och våpig. Den blev en flopp och fick väldigt dålig kritik.